# Tino
Tino (en lengua ligur O Tìn) es una isla italiana situada en el mar de Liguria, en la parte más occidental del golfo de La Spezia. Forma parte de un archipiélago de tres islas que queda al sur del continente en Portovenere. La mayor de las tres, Palmaria, queda al norte, y la pequeña Tinetto al sur.
En 1997 el archipiélago, junto con Portovenere y las Cinque Terre, fue elegido por la Unesco como Patrimonio de la Humanidad. La Isola del Tino está identificada con el código 826-003.

## Historia
Se dice que el santo patrón del golfo de La Spezia, san Venerio, vivió en la isla como un ermitaño, y más tarde como abad, hasta su muerte en 630. Su fiesta se celebra anualmente el 13 de septiembre. Se piensa que un santuario fue construido en el lugar de la muerte de Venerio para conservar sus restos, y que este se extendió para formar un monasterio en el siglo XI. Las ruinas del monasterio pueden verse en la costa norte de la isla.

## Descripción
La isla de Tino puede considerarse, entre las tres islas del golfo, como la isla intermedia tanto por sus dimensiones como por su posición. Al norte se encuentra la isla de Palmaria, la más vasta, mientras que al sur de la isla está el islote de Tinetto, de dimensiones mucho más reducidas. Estas islas no están muy distantes de Tino, sino que se encuentran situadas a algunas decenas de metros. La superficie de la isla es de alrededor de 0,13 km 2,con un perímetro de 2 km. En la cumbre de la isla está instalado un faro desde 1840, el faro de San Venerio.

### Visitas
Actualmente la superficie de la isla está totalmente utilizada como zona militar. Es por esta razón que hasta hace poco tiempo solo se podía visitar la isla el día de la fiesta del santo, el 13 de septiembre desde las 8:00 a las 18:00; es el día de San Venerio, patrón del golfo de La Spezia y de los fareros italianos. Para más información, contactar con la Diócesis de La Spezia-Sarzana-Brugnato, tel. (0039) 0187 734 424. Como la isla es un territorio militar, está prohibido atracar en ella, y se supervisa la navegación por sus costas.